# Arnold Perl
Arnold Perl (14 aprile 1914 – New York, 11 dicembre 1971) è stato un regista, sceneggiatore e produttore cinematografico statunitense.

## Biografia
Nel 1973 ricevette una nomination all'Oscar, per il documentario Malcolm X, narrante la vita del leader afroamericano. Nel 1970 scrisse la sceneggiatura di Pupe calde e mafia nera, diretto da Ossie Davis, considerato il capostipite della blaxploitation. Poco prima di morire scrisse la sceneggiatura di Malcolm X, film biografico diretto da Spike Lee nel 1992.

## Filmografia

### Sceneggiatore
- The Big Story (serie TV) (1949)
- The World of Sholom Aleichem di Don Richardson (film TV) (1959)
- Jazz on a Summer's Day di Bert Stern e Aram Avakian (documentario) (1960)
- Tevya und seine Töchter di Gerhard Klingenberg (film TV) (1962)
- Oro per i Cesari di Sabatino Ciuffini e André De Toth (1963)
- The Nurses (serie TV) (1963)
- Missione segreta (Espionage) (serie TV) (1963)
- East Side/West Side (serie TV) (1963)
- Die Höhere Schule (film TV) di Wilhelm Semmelroth (1964)
- Bob Hope Presents the Chrysler Theatre (serie TV) (1964)
- Pupe calde e mafia nera (Cotton Comes to Harlem) di Ossie Davis (1970)
- The Sheriff (film TV) di David Lowell Rich (1971)
- Malcolm X - documentario (1972)
- Malcolm X di Spike Lee (1992)

### Regista
- Malcolm X (documentario) (1972)